# Mont Cil·lene
El Mont Cil·lene (en grec: Κυλλήνη, modernament també Ζήρια, Zíria) és una muntanya del Peloponnès, la segona més alta de la península amb 2,374 msnm. Està situada dins de la unitat perifèrica de Coríntia, però a la frontera entre les antigues fronteres entre Acaia i Arcàdia. A l'antiguitat era famosa perquè era el lloc on es deia que havia nascut el déu Hermes.
El Cil·lene era una muntanya important en l'imaginari mitològic i literari greco-romà, principalment perquè era el lloc de naixement del déu Hermes, motiu pel qual sovint rebia l'epítet de Cil·leni. Els antics consideraven que era la més alta del Peloponnès, en realitat uns trenta metres més baixa que el Taíget. Al cim de la muntanya hi tenia un temple dedicat, que en temps de Pausànies estava en ruïnes.